# الطيران السلطاني العماني
الطيران السلطاني العماني (اختصارًا RFO) هي الجهة المسؤولة عن توفير النقل الجوي لكبار الشخصيات ضمن الديوان السلطاني لسلطنة عمان. على الرغم من أنها ليست جهة عسكرية، فإنها تندرج ضمن ديوان شؤون البلاط السلطاني، ولا تعتبر جزءاً من الحرس الملكي العماني. تأسست الرحلة الملكية العمانية في عام 1974 وبدأت بعملياتها بعدد محدود من الطائرات ذات الأجنحة الثابتة. في العام التالي، أضيفت طائرات الجناح الدوار إلى الأسطول. كما تتميزبوجود مجمع سكني وخدمات متكاملة تشمل نادٍ ومدرسة دولية في شارع المطر، بالقرب من مطار مسقط الدولي.

## القواعد
يعمل الطيران السلطاني من قاعدتين رئيسيتين هما:
1. مطار مسقط الدولي: حيث توجد محطة منفصلة وآمنة لكبار الشخصيات، بالإضافة إلى منطقة خاصة بالحظائر.
2. مطار صلالة الدولي: يستخدم بانتظام ويضم محطة خاصة لكبار الشخصيات تتمتع بإجراءات أمنية مشددة.

كما تقوم طائرات RFO باستخدام المطارات الإقليمية والقواعد الجوية التابعة لسلاح الجو السلطاني العماني عند الضرورة.

## المخزون الحالي
تقوم شركة الطيران بتشغيل الأنواع التالية من الطائرات:1131
| ملاحظات                     | لقب تسجيل الأرقام                                | أرقام            | تنويعة           | نوع                     | أصل              | طائرة                             |
| طائرة ركاب نفاثة            | طائرة ركاب نفاثة                                 | طائرة ركاب نفاثة | طائرة ركاب نفاثة | طائرة ركاب نفاثة        | طائرة ركاب نفاثة | طائرة ركاب نفاثة                  |
| --------------------------- | ------------------------------------------------ | ---------------- | ---------------- | ----------------------- | ---------------- | --------------------------------- |
| سُلمت في 2 يوليو 1984        | A40-SO\Sohar                                     | 1                | إس بي27          | وسيلة نقل كبار الشخصيات | الولايات المتحدة | بوينغ 747 إس بي                   |
| سُلمت في 30 أبريل 2004       | A4O-OMN/Sohar                                    | 1                | 430              | وسيلة نقل كبار الشخصيات | الولايات المتحدة | بوينغ 400-747                     |
| سُلمت في 2012                | A4O-HMS/نزوى                                     | 1                | 8-747            | وسيلة نقل كبار الشخصيات | الولايات المتحدة | بوينغ 8-747                       |
| سُلمت في فبراير 2013         | A4O-AJ/خصب                                       | 1                | 133 سي جي        | وسيلة نقل كبار الشخصيات | ألمانيا          | إيرباص رقم A319                   |
| سُلمت في ديسمبر 2005         | A4O-AA/سيق                                       | 1                | 233              | وسيلة نقل كبار الشخصيات | فرنسا            | إيرباص A320                       |
| سُلمت في يوليو 2011          | A4O-AD/Masirah A4O-AE/Al Hazim                   | 2                | جي 550           | وسيلة نقل كبار الشخصيات | الولايات المتحدة | عام ديناميات غلف ستريم جي 550     |
| طائرات النقل                |                                                  |                  |                  |                         |                  |                                   |
| سُلمت في 2012                | 525                                              | 1                | متغير ل          | وسيلة نقل متوسطة        | الولايات المتحدة | لوكهيد مارتن سي- 130سوبر هرقل     |
| طائرات الجناح الدوار للركاب |                                                  |                  |                  |                         |                  |                                   |
| سُلمت في 2007                | A4O-HD, A4O-HE, A4O-HF A4O-HMA, A4O-HMB, A4O-HMC | 6                | EC225LP          | وسيلة نقل كبار الشخصيات | فرنسا            | يوروكوبتر إي سي 225 رائع بوما إيل |
| سُلمت في 2005                | 07, 08, & 09                                     | 3                | AS550C3          | وسيلة نقل كبار الشخصيات | فرنسا            | يوروكوبتر أيه أس 550 فنك          |

## الطائرات
عادةً ما تُطلى الطائرات ذات الأجنحة الثابتة التابعة لأسطول RFO باللون الأبيض بالكامل، مع شريط أحمر وأخضر يمتد على طول جسم الطائرة. يحمل زعنفة الذيل علم سلطنة عمان، والنص المكتوب على الطائرات يكون باللغة العربية. تُسمى الطائرات عادةً بأسماء مناطق في السلطنة. أما طائرات النقل من طراز C-130 وطائرات الهليكوبتر التابعة لـ RFO، فتُطلى بنمط تمويه صحراوي.